# 2-es busz (Tatabánya, 1972–2012)
A tatabányai 2-es jelzésű autóbusz megszűnésekor az Autóbusz-állomás és a Környei úti forduló között közlekedett a Vértes Volán üzemeltetésében. Megszűnésekor a járatok munkanapokon félóránként, hétvégenként ritkábban közlekedtek.

## Története
A járat a ’80-as évek elejéig többé kevésbé ugyanazon az útvonalon közlekedett: a várost hosszában átszelve az Erőmű lakótelepet – Bánhidát érintve – a felsőgallai Felső vasútállomással kötötte össze, indulásakor a Baross Gábor úton, a ’80-as évek elejétől a Tatai úton át.
1986 júniusában teljes egészében újraszervezték a város tömegközlekedését. Az 2-es a két végállomását megtartotta, de útvonala teljesen megváltozott, a város egészen más részeit – Bánhida és Óváros helyett Dózsakertet, Újvárost és Alsógallát, valamint a Mésztelepet – járta be jóval hosszabb útvonalon. Három év múlva, 1989 decemberétől még hosszabb lett, a felsőgallai végállomástól még tovább ment, egészen az akkori Bányaforgalmi iroda fordulójáig. Ennek az útnak a megtétele kb. háromnegyed óráig tartott.
Az átszervezés során létrehoztak egy új betétjáratot 2T jelzéssel. Ez egy ún. települő járat volt, mely a két végállomásról a VOLÁN telepig közlekedett, olyan buszok jártak ezen a vonalon, amelyeknek a végállomásról nem volt több fordulójuk és visszatértek a járműtelepre. Ezek a járatok menetrenden kívül, eseti jelleggel közlekedtek, viszont normál jeggyel és bérlettel igénybe vehetőek voltak. Ezek a „T”-s járatok csak 1989 decemberéig közlekedtek.
1991 júniusában a vonalat kettéosztották, az II. Erőmű forduló és az Újváros autóbusz-állomás közötti szakasz megtartotta a 2-es számot, a maradék rész 17-es lett.
1994 augusztusától ismét megváltozott a vonalvezetés, a Győri út helyett a Komáromi út – Mártírok útja – Ifjúmunkás út útvonalon közlekedett, egyes járatok betértek a Sárberki lakótelepre is. Később, 2000 nyarától ezek a sárberekbe betérő járatok saját járatszámot kaptak, mégpedig 2A jelzéssel, amit egy év múlva 2F-re módosítottak.
2001 májustól ismét lerövidítették az 1991-es vonalvezetésre, de a betétjárat megmaradt eredeti útvonalán. Majd 2003 októberétől ismét az előző, hosszabb útvonalán járt, egyúttal a betétjáratát megszüntették.
2006 nyarán, a Vértes Center megnyitásával az autóbusz-pályaudvar is áthelyezésre került, közelebb kerülve a városközponthoz, így a 2-es járat útvonala is három megállóval rövidebb lett.
2007 májusában ismét átszervezték a járat útvonalát, körjáratot csináltak belőle, mely a következő útvonalon járt: Autóbusz-állomás – Dózsakert – Környei úti forduló – Bánhida – Sárberek – Újváros – Autóbusz-állomás, majd októbertől Autóbusz-állomás – Kertvárosi körforgalom – Dózsakert – Környei úti forduló – Bánhida – Sárberek – Újváros – Autóbusz-állomás. 2-es jelzéssel csak ebben az irányban közlekedett, az ellenkező irányú forgalmat a 12-es járat bonyolította.
2009. év elejétől ismét rövid lett és ismét csak az Autóbusz-állomás és a Környei úti forduló között járt, az előző vonalvezetésnek megfelelően, már mindkét irányban. Egy hónap múlva ezt a vonalvezetést 2P jelzéssel vitték tovább, a jelöletlen 2-es járat ismét a 2003-ban kijelölt vonalon járt.
A vonal végül 2012. június 30-án szűnt meg betétjáratával együtt, helyét átvette a 26-os járat.

## Útvonala
A járat útvonala megszűnésekor a következő volt (korabeli utcanevekkel):
| Autóbusz-állomás – Környei úti forduló |
| --- |
| Autóbusz-állomás – Álmos vezér utca – Fő tér (északi oldal) – Mártírok útja – Ifjúmunkás út – Köztársaság útja – Fő tér (déli oldal) – Vasúti felüljáró – Dózsa György út – Dankó Pista utca – Környei út – Környei úti forduló |

## Megállóhelyei
A járat konkrét megállói a következők voltak (korabeli elnevezésikkel):
| Autóbusz-állomás – Környei úti forduló |
| --- |
| Autóbusz-állomás – Álmos vezér utca (csak visszafelé!) – Fő tér – Mártírok útja – Ifjúmunkás út – Köztársaság út – A Közművelődés Háza – Kórház – Madách Imre utca – Kertvárosi elágazás – Bánhida vasúti megállóhely – Környei úti forduló |

## Külső hivatkozások
- A Vértes Volán Zrt. honlapja